# Elantris
Elantris es una novela de fantasía independiente de Brandon Sanderson, publicada en abril de 2005 por Tor Books.  Este es el primer libro de Sanderson distribuido de manera amplia.
El libro lleva el nombre de la ciudad en ruinas, cuyos habitantes "malditos" son el centro de la trama del libro. También se ha autorizado su lanzamiento en Rusia, Francia, Alemania, Tailandia, Polonia, Países Bajos, Brasil y al menos otros cinco mercados. Elantris ha sido en general bien recibido por la crítica.

## Resumen del libro
El libro se centra en tres personajes principales cuyas historias se entrelazan. Gran parte del libro se produce en agrupaciones de tres capítulos, uno para cada uno de los tres personajes principales.
- Raoden, el príncipe de Arelon, es poseído por  Shaod. Se trata de una profunda transformación física a través del cual uno se vuelve elantrino. Los elantrinos cambian de  aspecto después de su transformación. No pueden morir o ser asesinados, excepto por medios extremos, como la quema o la decapitación. Sus cuerpos no cuentan con la autocuración. Sienten dolor, el cual aumenta gradualmente a medida que se acumulan las lesiones. No necesitan alimentarse, pero aún tienen los dolores ocasionados por el hambre. Al principio del libro, fueron llevados a vivir a la ciudad maldita de Elantris junto a sus habitantes, considerados la maravilla del mundo. Las personas transformadas por el Shaod son considerados como muertos por los Elantris. La historia de Raoden se concentra en sus esfuerzos para mejorar su forma de vivir en Elantris después de la anarquía a la que sucumbió cuando Elantris cayó.

- Sarene, novia política de Raoden a quien nunca ha conocido personalmente, llega a Arelon en poder de un documento legal que dice que está casada con el príncipe, aunque esté muerto. Viuda de un príncipe supuestamente muerto y nueva integrante de la nobleza disfuncional de Arelon, lucha para averiguar lo que está pasando, y para ayudar a la gente del pueblo oprimido, incluso a la gente de Elantris. La historia de Sarene se enfoca en sus intentos de estabilizar y mejorar la monarquía y evitar una revolución en Hrathen.

- Hrathen, un gyorn Derethi (sacerdote de alto rango), también llega a Arelon con el fin de convertir al país a la religión Dereth Shu en el plazo de tres meses, o sus fuerzas armadas destruirán la ciudad. La historia de Hrathen se centra en sus maniobras políticas para influir en la aristocracia de Arelene y colocar un Derethi convertido en el trono y en su lucha por llegar a un acuerdo con la religión que se supone que debe creer.

## Aones
Son esenciales para la trama del libro. Son los medios por los cuales los elantrinos hacen su magia. Los nombres de varios de los personajes son variaciones de los aones, como es habitual en este mundo de fantasía. Las imágenes de muchos Aones se pueden encontrar en la parte posterior del libro. Raoden vuelve a descubrir muchos de los aones mientras que en Elantris, se encuentran conservados en manuscritos que no han sido consumidos por la destrucción de la ciudad. Él aprende a invocar los aones, pero descubre que han perdido su poder, lo cual es la mayor causa de la caída de Elantris.

## La esperanza de Elantris
Sanderson lanzó un e-book corto titulado “La esperanza de Elantris”. Fue inicialmente puesto a la venta en Amazon, pero Sanderson lo lanzó en su propio sitio "cuando el contrato con Amazon expiró.

## Recepción
Elantris fue muy bien recibida por la crítica y los lectores. Orson Scott Card, dijo, "Elantris es la mejor novela de fantasía que se ha escrito en mucho tiempo. Brandon Sanderson ha creado un mundo original lleno de magia y encanto, y con el apoyo de los mejores escritores de ciencia ficción se ha hecho creíble".
Kirkus Reviews elogió al libro por el hecho de no ser el primero de una serie, "Una novela de fantasía épica que no es (sorprendentemente)  el primer volumen de una secuencia interminable ... [con] un sistema extraordinario y mágicamente bien concebido... la historia tiene algo que te atrapa y es un gran alivio tener un buen final en un solo volumen .... Un término sobre la misma línea temporal".

## Secuelas
Sanderson planea actualmente una secuela de Elantris, aunque no está seguro de cuándo va a ser escrita.  Éste ha declarado que tendría lugar diez años después de los eventos del libro en curso, y se centraría en algunos de sus personajes menos importantes. 
Más tarde anunció planes para dos libros después de Elantris, con los hijos de Kiin siendo los protagonistas de Elantris Dos.

## Audiolibros
GraphicAudio ha lanzado Elantris como producción de audio dramatizada.  Fue adaptada y producida con un elenco completo, narrador, efectos de sonido y música.
Recorded Books también ha publicado un audio libro autorizado de Elantris.